# دیگر نمی‌توانی روی صحنه آن کار را بکنی، جلد ۵
«تو دیگر نمی‌توانی آن‌را بر روی صحنه انجام دهی، جلد ۵» (به انگلیسی: You Can't Do That on Stage Anymore, Vol. 5) آلبومی از هنرمند اهل ایالات متحده آمریکا فرانک زاپا است که در سال ۱۹۹۲ میلادی منتشر شد.